# Everybody's Trying to Be My Baby
Everybody's Trying to Be My Baby è una canzone del 1957 scritta da Carl Perkins, e pubblicata sull'album Dance Album of...Carl Perkins. I Beatles ne hanno registrato una cover, pubblicata su Beatles for Sale in Europa e su Beatles VI in America.

## Il brano

### Origine
L'ispirazione proviene da un brano degli anni trenta di Rex Griffin con lo stesso titolo; Questa prima Everybody's Trying to Be My Baby venne registrata dalla band Roy Newman and His Boy nel 1938. Il testo della versione di Perkins è simile, mentre la musica è differente. La melodia è invece ispirata dal brano Move It On Over and Mind Your Own Business di Hank Williams.

### Versione di Perkins
Venne registrata nel 1956 per la Sun Records, ed è apparsa nel 1957 nell'LP Dance Album of... Carl Perkins, che in seguito venne ripubblicato col titolo di Teen Beat: The Best of Carl Perkins.

### Versione dei Beatles

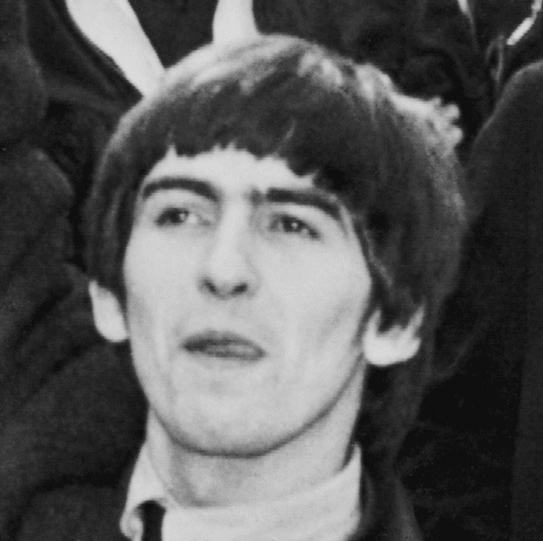
George Harrison

La versione dei Beatles è l'unica delle tre canzoni di Perkins ad aver avuto una cover dai Beatles ad essere cantate da George Harrison; le altre due, Honey Don't e Matchbox, sono state cantate da Ringo Starr. Harrison era però un grande fan di Perkins, e quando i Beatles si diedero dei nomi d'arte, egli scelse "Carl Harrison" in onore del chitarrista statunitense. La voce di George è stata pesantemente trattata con un effetto d'eco.
Il brano, un tempo nella scaletta dei lives del gruppo, non veniva interpretato da un oltre un anno. Venne registrato su un solo nastro il 18 ottobre 1964 nello Studio 2 degli Abbey Road Studios; il produttore del nastro era George Martin, e i fonici erano Norman Smith e Geoff Emerick. Il mixaggio monofonico è avvenuto il 21 ottobre, nella stanza 65 degli stessi studios; al posto di Emerick c'era, in qualità di secondo fonico, Ron Pender. Tornati nello Studio 2, Martin e Smith e Mike Stone come secondo fonico, il 4 novembre venne registrato il mixaggio stereo del brano.
Il brano è apparso sulla raccolta Rock 'n' Roll Music del 1976. Inoltre, è stato pubblicato nei bootleg Live! at the Star-Club in Hamburg, Germany; 1962, sia nella versione inglese che in quella americana, e nell'album live Live at the BBC. Anche sull'Anthology 2 è stata pubblicata una versione live del pezzo, registrata al Shea Stadium.

#### Formazione

##### Studio
- George Harrison: voce (con effetto eco), chitarra solista
- John Lennon: cori, chitarra ritmica
- Paul McCartney: basso elettrico
- Ringo Starr: batteria[2]

##### Live
- George Harrison: voce, chitarra solista
- John Lennon: cori, chitarra ritmica
- Paul McCartney: basso elettrico
- Ringo Starr: batteria